# Thürnbuch
Thürnbuch ist eine Ortschaft und eine Katastralgemeinde der Gemeinde Strengberg im Bezirk Amstetten in Niederösterreich.

## Geschichte
Laut Adressbuch von Österreich waren im Jahr 1938 in Thürnbuch ein Gastwirt, ein Gemischtwarenhändler, ein Erzeuger landwirtschaftlicher Geräte, ein Schmied, ein Schuster, ein Viehhändler und ein Landwirt mit Direktvertrieb ansässig.

## Siedlungsentwicklung
Zum Jahreswechsel 1979/1980 befanden sich in der Katastralgemeinde Thürnbuch insgesamt 80 Bauflächen mit 43716 m² und 133 Gärten auf 476885 m² und zum Jahreswechsel 1989/1990 waren es ebenso 80 Bauflächen. 1999/2000 war die Zahl der Bauflächen auf 93 angewachsen und 2009/2010 waren es 108 Gebäude auf 216 Bauflächen.

## Landwirtschaft
Die Katastralgemeinde ist landwirtschaftlich geprägt. 456 Hektar wurden zum Jahreswechsel 1979/1980 landwirtschaftlich genutzt und 88 Hektar waren forstwirtschaftlich geführte Waldflächen. 1999/2000 wurde auf 496 Hektar Landwirtschaft betrieben und 90 Hektar waren als forstwirtschaftlich genutzte Flächen ausgewiesen. Ende 2018 waren 468 Hektar als landwirtschaftliche Flächen genutzt und Forstwirtschaft wurde auf 94 Hektar betrieben. Die durchschnittliche Bodenklimazahl von Thürnbuch beträgt 42,2 (Stand 2010).